# Borm (ort i Iran)
Borm (persiska: بَرم, برم) är en ort i Iran.   Den ligger i provinsen Lorestan, i den centrala delen av landet, 300 km sydväst om huvudstaden Teheran. Borm ligger 2 085 meter över havet och antalet invånare är 345.
Terrängen runt Borm är varierad. Borm ligger nere i en dal.Runt Borm är det glesbefolkat, med 19 invånare per kvadratkilometer. Närmaste större samhälle är Alīgūdarz, 17,0 km norr om Borm. Trakten runt Borm består i huvudsak av gräsmarker.